# Clovia kleinei
Clovia kleinei är en insektsart som beskrevs av Schmidt 1928. Clovia kleinei ingår i släktet Clovia och familjen spottstritar. Inga underarter finns listade i Catalogue of Life.